# Willis Carrier
Willis Haviland Carrier (26. studenog 1876. – 7. listopada 1950.), američki inženjer, najpoznatiji po svom izumu moderne klimatizacije. Carrier je izumio prvi električni klimatizacijski uređaj 1902., a 1915. je osnovao Carrier Corporation, tvrtku specijaliziranu za proizvodnju i distribuciju sustava za grijanje, ventilaciju i klimatizaciju HVAC.

## Rani život i obrazovanje
Willis Carrier rođen je 26. studenog 1876., u Angoli, New York. Roditelji su mu bili Duane Williams Carrier (1836. – 1908.) i Elizabeth R. Haviland (1845. – 1888.). Otac je bio poljoprivrednik, a majka kveker.
Pohađao je srednju školu Buffalo High School, Buffalo, NY, a studirao je na Sveučilištu Cornell i diplomirao 1901. kao inženjer strojarstva.

## Karijera
Zaposlio se u Buffalo Forge Comapany 1901.  
U Buffalou, New York, 17. srpnja 1902., kao rješenje problema kvalitete u tvrtki Sackett-Wilhelms Lithographing & Publishing Company u Brooklynu, Willis Carrier je predao crteže koji su kasnije svjetski priznati kao prvi moderni sustav za klimatizaciju. Problem je započeo s novinama. Zbog vlažnosti u postrojenju tinta ne bi dobro prianjala i ne bi se dobro sušila, što je loše zbog potrebe više slojeva tinte različitih boja, koje su se nanosile jedna po jednu. To je uzrokovalo lošu kvalitetu, škart i pad produktivnosti.
Instalacija sustava 1902. zabilježena je kao početak klimatizacije zbog dodatka kontrole vlažnosti, koja je dovela do priznanja sustava od strane stručnjaka u polju klimatizacije zbog mogućnosti izvedbe četiri osnovnih funkcija:
1. kontrola temperature
2. kontrola vlažnosti
3. kontrola ventilacije i cirkulacije zraka
4. čišćenje zraka

Nakon par godina razrade i testiranja, 02. siječnja 1906., Carrieru je priznat patent za prvi svjetski raspršivački uređaj za klimatizaciju. Konstruiran je za povećanje ili smanjenje vlažnosti zraka, zagrijavanje vode kao prvotna funkcija i njeno hlađenje kao sekundarna funkcija.
1906. Carrier je otkrio da bi konstantna razlika između temperature i temperature rosišta na određenoj visini u atmosferi pružala korisnu konstantnu relativnu vlažnost. Ona je kasnije postala poznata među inženjerima klima uređaja kao zakon konstantne razlike rosišta. Na ovom otkriću je bazirao konstrukciju sustava automatizirane kontrole, koju je i patentirao 03. veljače 1914. 
03. prosinca 1911., Carrier je predstavio jedan od najvažnijih dokumenata za klimatizaciju, Rational Psychrometric Formulae. Tim dokumentom je povezao koncepte kao što su relativna vlažnost, apsolutna vlažnosti, temperatura rosišta, te omogućio gradnju sustava klimatizacije preciznim potrebama okoliša.
Pri početku Prvog svjetskog rata kasne 1914., Buffalo Forge Company, gdje je Carrier bio zaposlen 12 godina, je odlučila sve aktivnosti svesti isključivo na proizvodnju. To je rezultiralo da sedam inženjera formiraju Carrier Engineering Corporation sa zajedničkom životnom ušteđevinom od $32 600, u New Yorku, 26. lipnja 1915. Ta sedmorica bili su Carrier, J. Irvine Lyle, Edward T. Murphy, L. Logan Lewis, Ernest T. Lyle, Frank Sanna, Alfred E. Stacey, Jr. i Edmund P. Heckel. Tvrtka je naknadno prebačena u Newark, New Jersey.

## Velika gospodarska kriza
Velika gospodarska kriza je usporila privatnu i komercijalnu potrebu za klimatizacijom. Unatoč razvitku centrifugalnog hladnjaka i komercijalnog rasta potrebe za klimatizacijom zgrada dvadesetih, tvrtka se ubrzo našla u financijskim poteškoćama, kao i druge tvrtke, zbog pada Wall Streeta u listopadu 1929. Carrier Engineering Crop. se 1930. spojila s Brunswick-Kroeschell Company i York Heating & Ventilating Corporation kako bi formirali Carrier Corporation, gdje je Willis Carrier proglašen predsjednikom odbora.
Tijekom pedesetih kad je došlo do procvata ekonomije poslije drugog svjetskog rata, klimatizacija je započela svoju veliku popularnost. Stropni ventilator se često koristi s klima uređajima, jer tijekom ljeta stropni ventilator omogućuje namještanje termostata par stupnjeva više, dok zimi ventilator može s niskom brzinom i suprotnom rotacijom vraćati dolje topli zrak koji se uzdigao i time efikasnije zagrijavati prostor.

## Osobni život
Carrier i sve tri njegove žene ( Claire Seymour, preminula 1912.; Jennie Martin, preminula 1939.; Elizabeth Marsh Wise, preminula 1964.) su zakopani u Forest Lawn Cemetery u Buffalou, New York. Unatoč tome što se ženio tri puta, imao je samo jednog sina, Howard Carter Willis. Dvoje djece je posvojio, no oboje su prijevremeno preminuli.
Willis Haviland Carrier i Willis Bradley Haviland su bratići u trećem koljenu preko Haviland obitelji, polubratići u drugom koljenu preko Otis obitelji i bratići u petom koljenu preko Hoag obitelji.
Carrier je bio prezbiterijanac.
7. listopada, malo prije svojeg 74. rođendana, Willis Carrier je umro na putovanju u New York City. Bio je to kraj bogatog i izvanrednog života, kraj ere za industriju i za samu tvrtku, ali tek početak duge baštine.

## Baština
Godine 1930. Carrier je osnovao Toyo Carrier i Samsung Applications u Japanu i Koreji. Južna Koreja je danas najveći izvoznik klima uređaja u svijetu. Carrier Corporation je predvodila u konstrukciji i proizvodnji rashladnih uređaja za hlađenje većih prostorija. Povećanjem proizvodnje u ljetnim mjesecima, klimatizacija je revolucionirala američki život. Uvođenje stambenih klima uređaja 1920-ih, pripomoglo je velikoj seobi u Sun Belt područje. To bi uključivalo države kao što su Kalifornija, Arizona, Teksas, Mississippi, Florida, i Južna Carolina. Tvrtka je postala podružnica United Technologies Corporation 1980. Carrier Corporation je i dalje jedna od vodećih sila u komercijalnom i stambenoj proizvodnji HVAC i rashladnih uređaja. 2007. Carrier Corporation je imala prodaje u vrijednosti od 15 milijardi dolara i otprilike zaposlila 45000 ljudi.

## Nagrade i priznanja
Za njegov doprinos znanosti i industriji, Willis Carrier je 1935. nagrađen inženjerskom diplomom na Lehigh Universityju i počasnom diplomom Doctor of Letters (ekvivalentno diplomom doktora znanosti) na Alfred Universityju 1942. Nagrađen je Frank P. Brown medaljom 1942. i poslije smrti 1985. je uveden u Nacionalnu Kuću Slavnih, a 2008. u Znanstvenom Muzeju Slavnih u Buffalou. Imenovan je kao jedan od top 100 najutjecajnijih osoba dvadesetog stoljeća u TIME magazinu 1998.

## Vanjske poveznice
- Rational Psychrometric Formulae, by Willis H. Carrier (1911)